# Apocalipsis 13
Apocalipsis 13 es el decimotercer capítulo del Libro del Apocalipsis o Apocalipsis de Juan en el Nuevo Testamento de la Biblia Cristiana. El libro se atribuye tradicionalmente a Juan el Apóstol, pero la identidad exacta del autor sigue siendo un punto de debate académico. El autor registra visiones de dos bestias (o monstruos) que vio mientras «estaba de pie a la orilla del mar», la bestia del mar y la bestia de la tierra.

## Texto
El texto original fue escrito en griego koiné. Este capítulo está dividido en 18 Versículos.

### Testigos textuales
Algunos manuscritos antiguos que contienen el texto de este capítulo son, entre otros:.
- Papiro 115 (ca. 275; Versículos existentes 1-3, 6-16, 18)
- Papiro 47 (siglo III)
- Codex Sinaiticus (330-360)
- Codex Alexandrinus (400-440)
- Codex Ephraemi Rescriptus (ca. 450; completo)

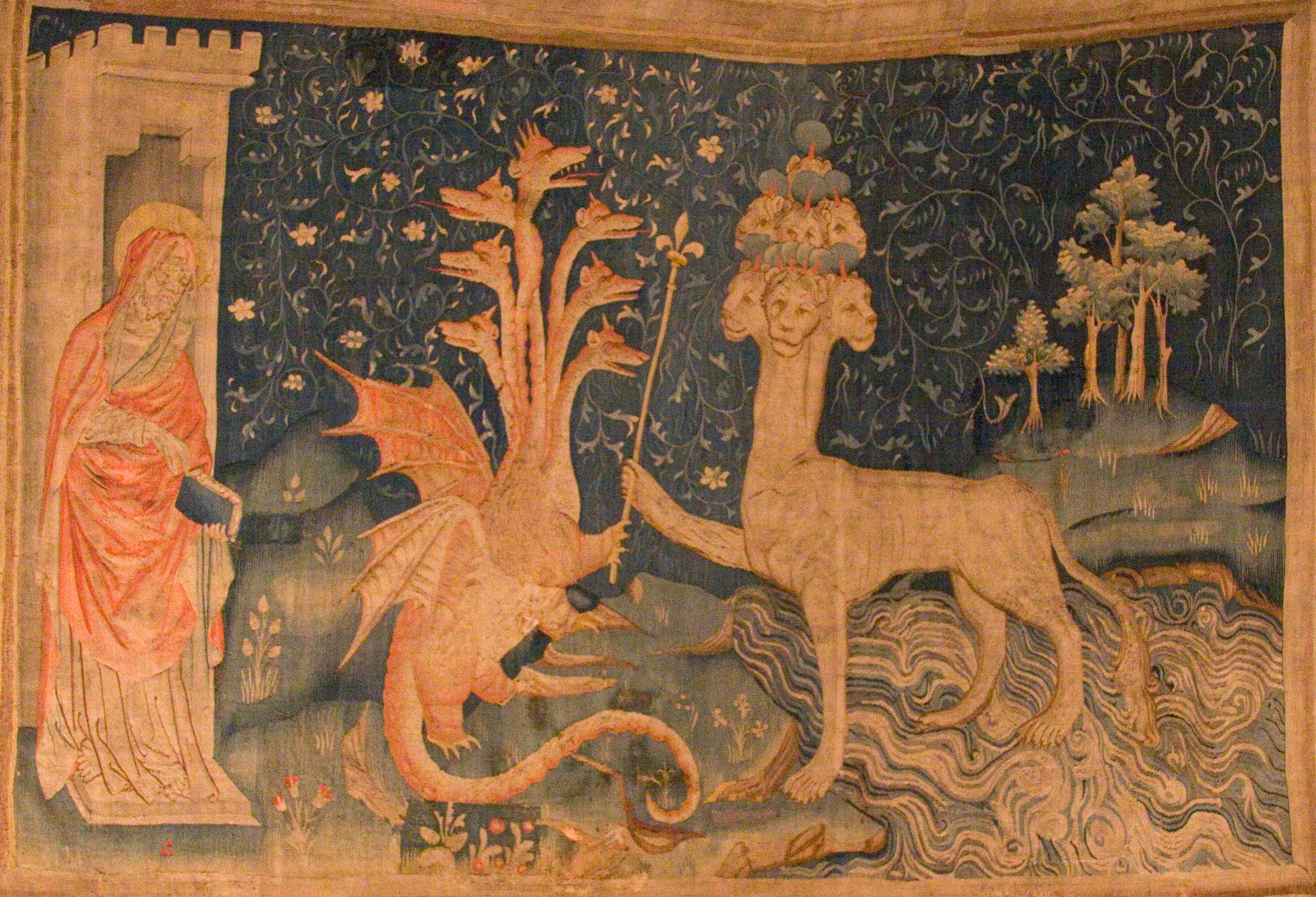
La Bête de la Mer (del Tapisserie de l'Apocalypse en Angers, Francia). Un tapiz medieval, cuyo detalle muestra a Juan, el Dragón y la Bestia del Mar

.

### Versículos 16-17

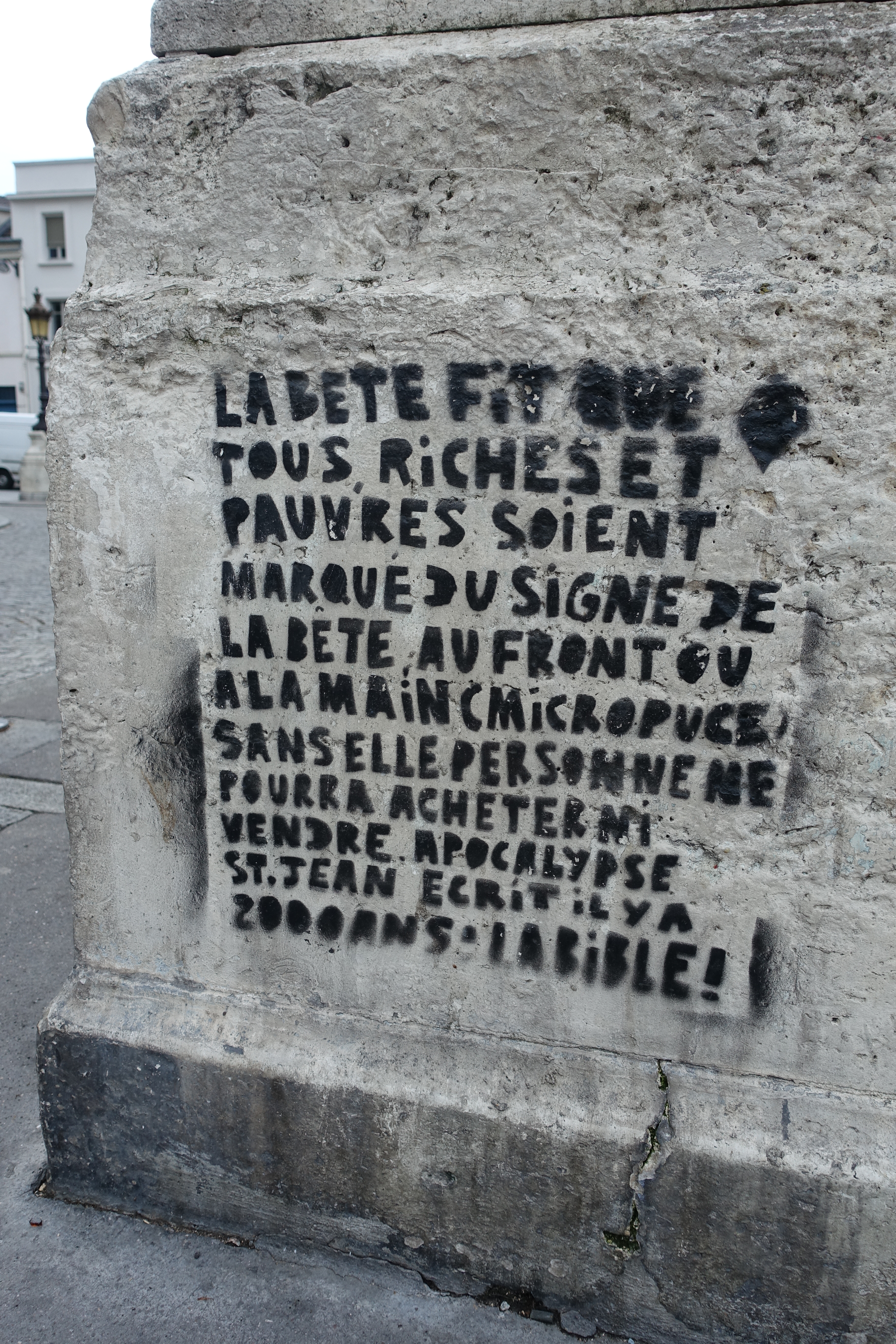
Graffito en Paris citando Apocalipsis 13:16, asociándolo con microchips